# Сарапіку-Ярв
Сарапіку-Ярв (ест. Sarapiku järv, інші назви ест. Sarapikujärv, Kogrilaht, Suur Kogralaht) — озеро в Естонії, що розташоване на острові Сааремаа, у волості Кіхельконна. На озері є 16 островів.